# Quararibea uribei
Quararibea uribei là một loài thực vật có hoa trong họ Cẩm quỳ. Loài này được García-Barr. & Hern.Cam. miêu tả khoa học đầu tiên năm 1952.